# Коллибия
Колли́бия (также де́нежка; лат. Collybia от др.-греч. κόλλῠβος перен. (ломаный) грош, полушка) — род грибов семейства Рядовковые (Tricholomataceae).

## Описание
Плодовые тела шляпко-ножечные, коллибиоидные, небольшие, окрашены в бледные тона (обычно беловатые, буроватые или светло-жёлтые), редко бурые или серые. Шляпка не превышает 2 см в диаметре, выпуклая или плоская, иногда с возрастом с ямкой в центре, у молодых грибов с подвёрнутым краем. Гименофор пластинчатый, пластинки часто расположенные, приросшие к ножке, бледные или бурые. Ножка тонкая, с мучнистым налётом, в нижней части иногда волосистая. Некоторые виды образуют склероции.
Споры эллиптические, гладкие, мелкие. Хейлоцистиды имеются не у всех видов. Кутикула шляпки — кутис или иксокутис. Гифы с пряжками.

## Ареал и экология
Представители рода широко распространены в умеренных регионах Северного полушария (Европы и Северной Америки), однако встречаются довольно редко.
Коллибии — сапротрофы, произрастающие в лесах на гнилых плодовых телах других грибов.

## Систематика

### Синонимы
- Agaricus trF. Collybia Fr., 1819basionym
- Microcollybia Métrod ex Lennox, 1979

### Виды
- Collybia cirrhata (Schumach.) Quél., 1872 — Коллибия кудрявая
- Collybia cookei (Bres.) J.D.Arnold, 1935 — Коллибия Кука
- Collybia tuberosa (Bull.) P.Kumm., 1871 — Коллибия клубненосная